# Birnenverfall

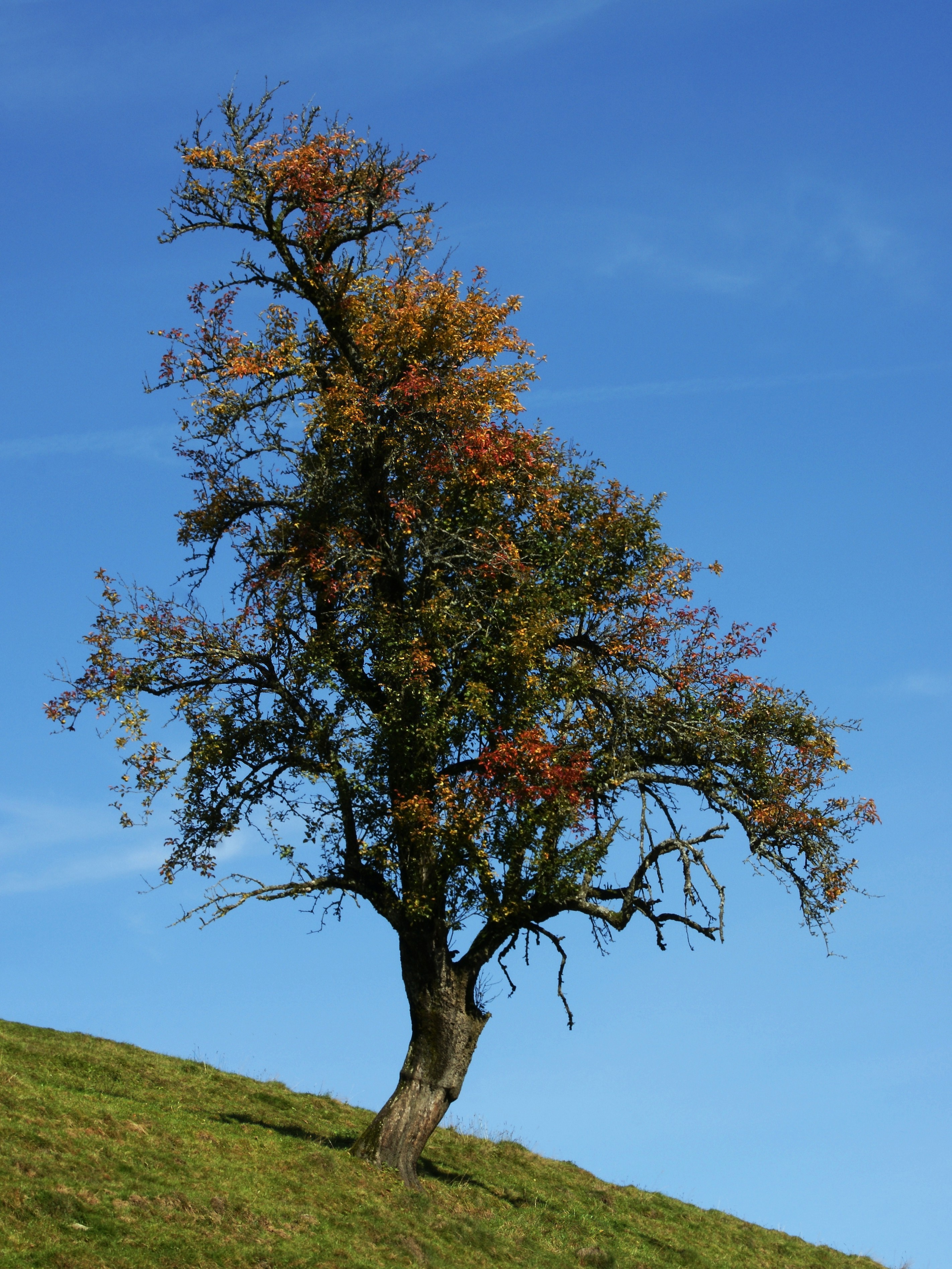
Befallener Baum

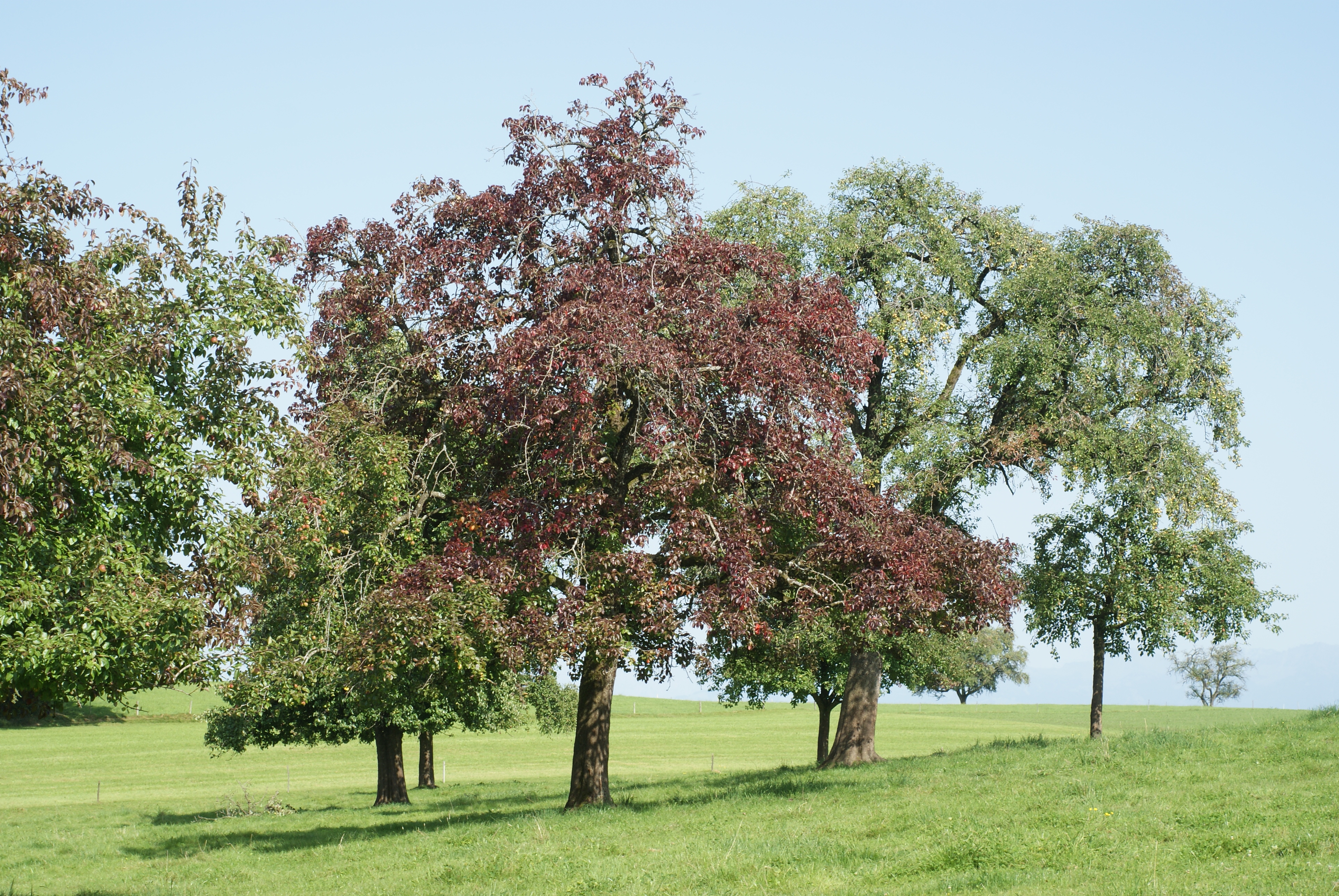
Stark befallener Baum

Der Birnenverfall (englisch Pear decline) ist eine von Phytoplasmen ausgelöste Birnenkrankheit. 1963 wurde sie zum ersten Mal in den USA nachgewiesen, heute ist sie in ganz Europa weit verbreitet.

## Symptome
Man unterscheidet hierbei in den schnellen (quick decline) und den langsamen Birnenverfall (slow decline).
Beim schnellen Birnenverfall treten unaufhaltsame Schäden wie ein Wachstumsstopp, das Welken der Blätter auf. Die Wurzeln scheinen regelrecht keine Nährstoffe mehr zu bekommen. Der Baum stirbt nach wenigen Wochen. Der schnelle Birnenverfall ist bisher aber nur in den USA nachgewiesen.
Im Gegensatz dazu zieht sich beim langsamen Birnenverfall der Krankheitsverlauf über mehrere Jahre hinweg. Symptome sind hier ein Stagnieren des Längenwachstums, eine Veränderung der Blätter (kleiner, ledriger, heller) sowie ein allgemein schwaches, dünnes Laub im Sommer. Im Herbst ist eine frühzeitige Rotfärbung der Blätter ein klares Anzeichen. Die Blüte ist im ersten Jahr der Infizierung auffallend stark, in den Folgejahren dünnt sie stark aus. Im Wurzelbereich kommt es zum Absterben der Feinwurzeln. Die Krankheit endet mit dem Tod des Baumes.

## Erreger
Phytoplasmen sind Bakterien, die keine Zellwände besitzen und in den Siebröhren der Bäume vorkommen. Die Krankheit wird über den Birnenblattsauger und dessen Larven übertragen. Eine Übertragung ist nach wenigen Minuten abgeschlossen. Ebenso ist durch das Verpfropfen auf andere Birnbäume sowie eine Wurzelverwachsung eine Übertragung möglich. Eine Ansteckung anderer Bäume über Pollen oder Samen gibt es dagegen nicht.
Der Erreger hat seinen „Sitz“ im Wurzelbereich, wo er auch überwintert. Eine Krankheitsbekämpfung mittels Umveredelung oder Rückschnitt ist also nicht möglich. Die einzige Chance gegen den Erreger besteht im Finden von resistenten Unterlagen, die die Erregeransiedelung nicht zulassen.